# Wiesław Gwiżdż
Wiesław Mikołaj Gwiżdż (ur. 2 grudnia 1934 w Katowicach, zm. 7 sierpnia 2008 tamże) – prezes Polskiego Związku Katolicko-Społecznego od kwietnia 1987 do kwietnia 2008. Z rekomendacji Związku był posłem na Sejm PRL IX kadencji w latach 1985–1989.

## Życiorys
W 1953 został nauczycielem. Absolwent Instytutu Nauk Społecznych Uniwersytetu w Münsterze (1979). Pełnił funkcję przewodniczącego Rady Wojewódzkiej PRON w Katowicach. Odznaczony Medalem 40-lecia Polski Ludowej. Był uczestnikiem obrad Okrągłego Stołu ze strony partyjno-rządowej. Był również współzałożycielem i prezesem Ekumenicznego Forum Katolików Europejskich OEFEK. W latach 1988–1990 członek Rady Ochrony Pamięci Walk i Męczeństwa. W latach 1986–1989 był członkiem Ogólnopolskiego Komitetu Grunwaldzkiego.
Był tajnym współpracownikiem SB o pseudonimie Plastyk.
W wyborach do Parlamentu Europejskiego w 2004 kandydował z listy Narodowego Komitetu Wyborczego Wyborców.
Był laureatem nagrody im. św. Brata Alberta.

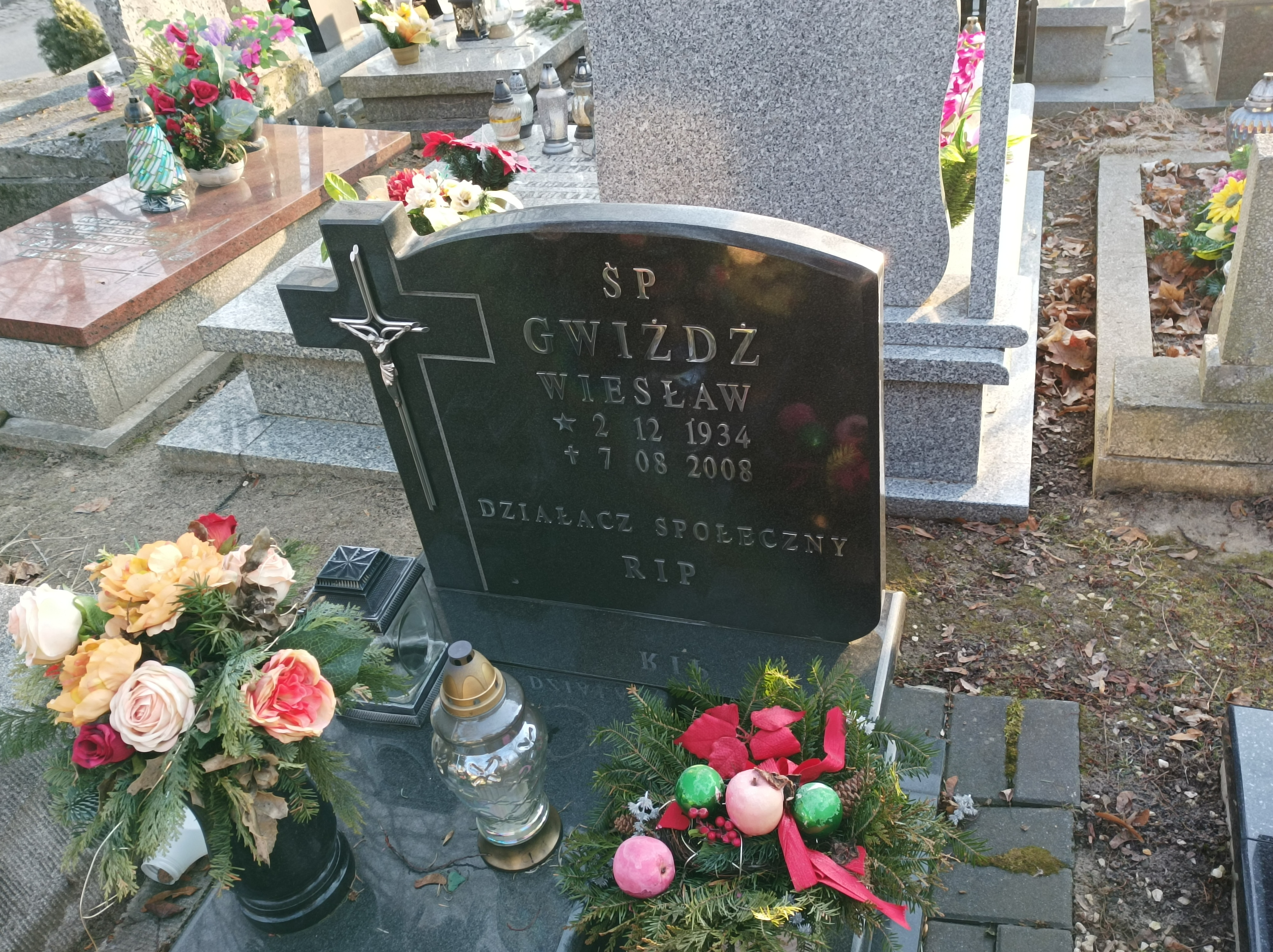
Grób Wiesława Gwiżdża na cmentarzu przy ul. Francuskiej w Katowicach